# Sint-Niklaaskerk (Moere)

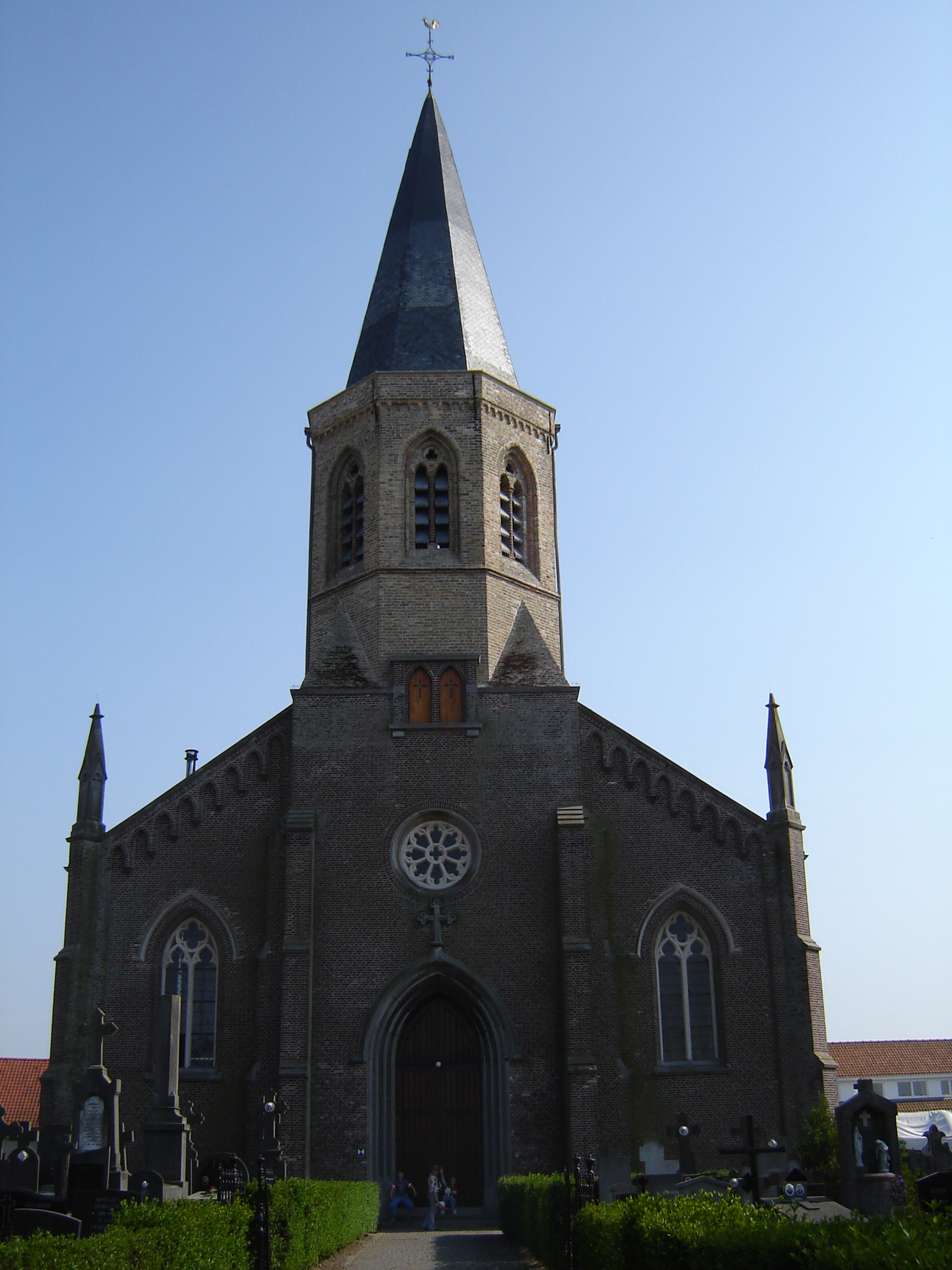
Sint-Niklaaskerk

De Sint-Niklaaskerk is de parochiekerk van het tot de West-Vlaamse gemeente Gistel behorende dorp Moere, gelegen aan de Provincieweg.

## Geschiedenis
Moere werd begin 13e eeuw een zelfstandige parochie, die zich afsplitste van die van Gistel. Omstreeks 1240 werd de eerste kerk gebouwd. Het patronaatsrecht berustte bij de Sint-Andriesabdij.
In 1582 werd de kerk door de Geuzen geplunderd. Van 1858-1860 werd een nieuwe kerk gebouwd in neogotische stijl. De kerk kreeg een geheel andere vorm en oriëntatie, maar de 13e-eeuwse toren bleef behouden.

## Gebouw
Het betreft een neogotische pseudobasiliek. Het ingangsportaal is min of meer naar het noorden gewend en wordt gemarkeerd door de ingebouwde 13e-eeuwse bakstenen toren, welke een vierkante basis en een achtkante klokkengeleding heeft. De noordgevel is neogotisch en omvat een bescheiden roosvenster boven het ingangsportaal.

## Interieur
Het linker zijaltaar is neogotisch (2e helft 19e eeuw) en is gewijd aan de Onbevlekte Ontvangenis van Maria. Het bevat schilderingen van vrouwelijke heiligen, waaronder de lokale heilige Godelieve. Het rechter zijaltaar is van dezelfde stijl en uit dezelfde tijd, en is gewijd aan Sint-Petrus. Het bevat schilderingen van diverse mannelijke heiligen.
Boven het orgel bevindt zich een schilderij uit 1864 door Joseph van Severdonck, voorstellende de verrezen Christus met kruis en wimpel.
Tegen de muur van de kerk bevindt zich het grafmonument van Alfons Van Hee.
De kerk bezit een Van Peteghem-orgel van 1776.